# Crocidium pterostictum
Crocidium pterostictum är en tvåvingeart som beskrevs av Hesse 1938. Crocidium pterostictum ingår i släktet Crocidium och familjen svävflugor. Inga underarter finns listade i Catalogue of Life.